# Park Trojanowskich w Aleksandrowie Kujawskim
Park Trojanowskich w Aleksandrowie Kujawskim – zabytkowy park pałacowy położony w północnej części Aleksandrowa Kujawskiego, na obszarze ograniczonym ulicami Stanisława Wyspiańskiego i Parkową, otaczający zabytkowy Pałac Trojanowskich.

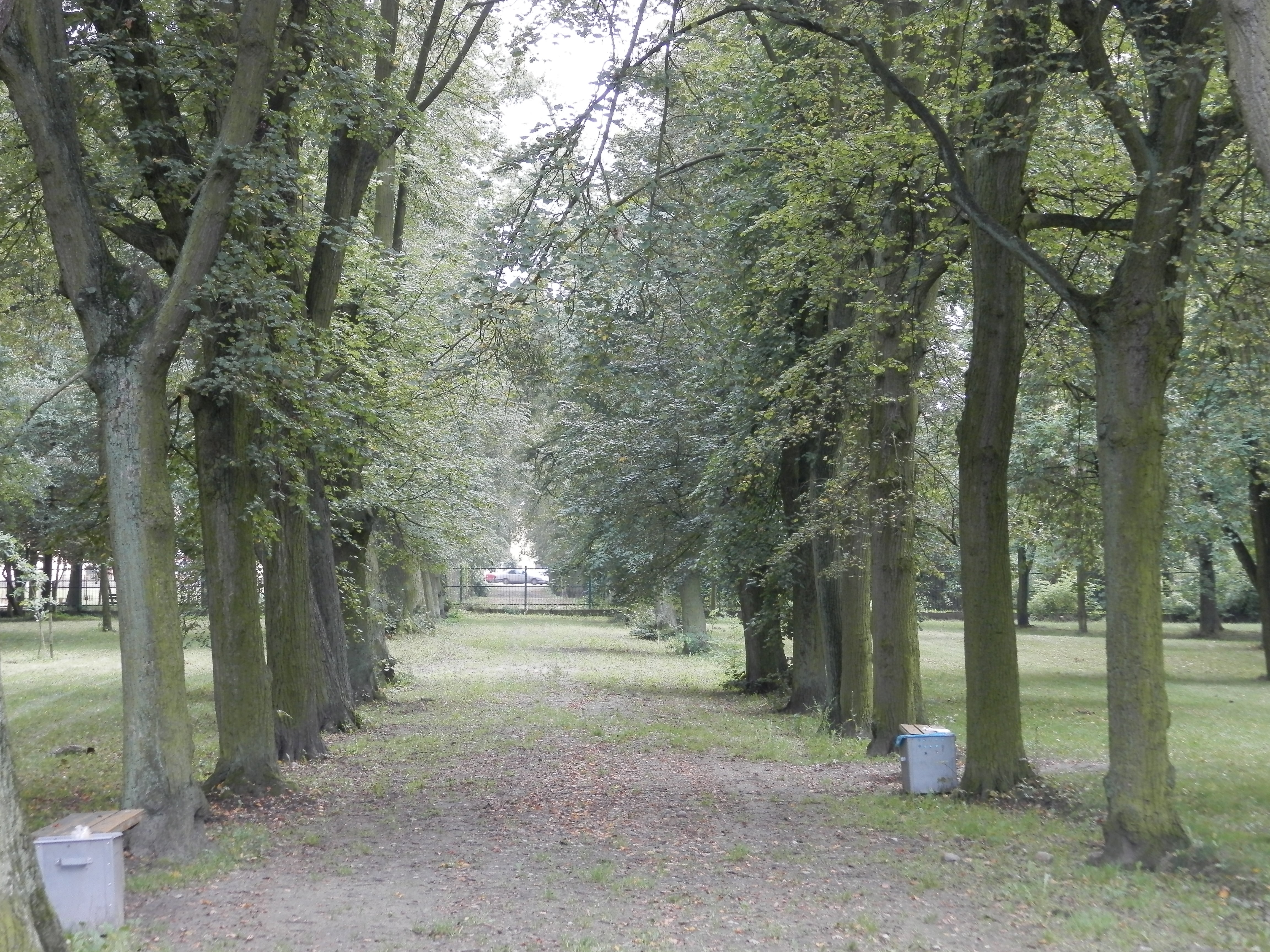
Aleja w parku

Park założony został w pierwszej połowie XIX wieku, na terenie majątku Białe Błota, na obszarze o nieregularnym obrysie, znajdującym się w północno-wschodniej części miasta.. W 1900 roku na terenie obecnego parku powstał pałac rodziny Trojanowskich. 
W latach 60. XX wieku w sąsiedztwie parku wybudowano Miejskie Centrum Kultury.
Od zachodniej strony park graniczy z ulicą Stanisława Wyspiańskiego, od południa graniczy z ulicą Parkową. Na terenie parku znajdują się trzy stawy (dawne glinianki), oraz 12 pomników przyrody (drzew o obwodzie od 180 do 550 cm). W północnej części parku zlokalizowany jest zabytkowy Pałac Trojanowskich oraz Zespół Szkół nr 1, południowa część parku została wygrodzona i uporządkowana jako skwer miejski.